# Лугузеу
Лугузеу (рум. Luguzău) — село у повіті Арад в Румунії. Входить до складу комуни Шиліндія.
Село розташоване на відстані 387 км на північний захід від Бухареста, 51 км на схід від Арада, 136 км на захід від Клуж-Напоки, 83 км на північний схід від Тімішоари.

## Населення
За даними перепису населення 2002 року у селі проживали 129 осіб.
Національний склад населення села:
| Національність | Кількість осіб | Відсоток |
| -------------- | -------------- | -------- |
| румуни         | 111            | 86,0%    |
| угорці         | 13             | 10,1%    |

Рідною мовою назвали:
| Мова      | Кількість осіб | Відсоток |
| --------- | -------------- | -------- |
| румунська | 111            | 86,0%    |
| угорська  | 13             | 10,1%    |